# Pseudavakubia
Pseudavakubia is een geslacht van landslakken uit de onderfamilie Enneinae.

## Etymologie
De naam Pseudavakubia verwijst naar de sterke gelijkenis van zijn schelpen met die van het geslacht Avakubia.

## Verspreiding
Pseudavakubia komt voor in Ghana en in Liberia.

## Soorten
Het geslacht bevat vier soorten:
- Pseudavakubia atewaensis de Winter, 2013
- Pseudavakubia ghanaensis de Winter, 2013
- Pseudavakubia liberiana de Winter, 2013
- Pseudavakubia majus de Winter & Vastenhout, 2013